# (4702) Berounka
(4702) Berounka est un astéroïde de la ceinture principale.

## Description
(4702) Berounka est un astéroïde de la ceinture principale. Il fut découvert le 23 avril 1987 à l'Observatoire Kleť par Antonín Mrkos. Il présente une orbite caractérisée par un demi-grand axe de 2,79 UA, une excentricité de 0,09 et une inclinaison de 9,3° par rapport à l'écliptique.

## Compléments